# Ludu, Mehedinți
Ludu este un sat în comuna Ponoarele din județul Mehedinți, Oltenia, România.